# Malazgirti csata
A malazgirti csata a kaukázusi front egyik csatája volt az első világháborúban 1915-ben, az Oszmán Birodalom és az Orosz Birodalom csapatai között. A csatát a törökök kezdték meg, hogy visszafoglalják a Van-tó körüli, korábban orosz kézre került területeket.

## Előzmények
Miután 1915 májusában az oroszok elfoglalták Van várost, csapataikat Malazgirt város erődjébe vonták vissza. Előkészítettek egy átfogó, Oszmán Birodalom elleni támadást, mely során az orosz csapatok mélyen benyomulnának török területekre. A törökök azonban még az orosz támadás és csapatösszevonás előtt megtámadták Malazgirt erődjét 1915. július 23-án.

## A csata
A csata meglehetősen egyenlőtlen létszámú volt, a török csapatok csaknem ötször annyian voltak mint az oroszok. 1915. július 26-án az oroszok kitörtek Malazgirt erődjéből, de a török csapatok visszaverték az orosz ellenrohamot. Július 28. és július 30. között a törökök meg-megújuló támadásokat vezettek az erőd ellen, de az orosz géppuskatűz megakadályozta, hogy komolyabb sikereket érjenek el. Végül augusztus 1-jén foglalták el az erődöt, az oroszok visszavonultak Malazgirt városából. A török lovasság a visszavonuló orosz csapatokat végig támadta, megtámadta az orosz utánpótlási vonalakat.

## Eredmények
A malazgirti csata eredményeképpen a törökök visszafoglalták a Van-tó környékét. A török veszteségek elérték a 6000 főt, míg az oroszoké a 7000 főt. A malazgirti orosz különítmény csaknem teljesen megsemmisült, azonban a 7000 főnyi veszteség nem rendítette meg az orosz erőket a Kaukázusban.